# Charlene Amoia
Charlene Amoia (Búfalo, 25 de septiembre de 1982) es una actriz estadounidense, reconocida por su papel como Wendy en la comedia televisiva How I Met Your Mother. Otros de sus créditos en televisión y cine incluyen Glee, Switched at Birth y American Reunion.

## Carrera
Entre 2005 y 2011 interpretó a Wendy, camarera en el escenario más común en la serie de televisión cómica How I Met Your Mother. Amoia interpretó el papel de Ellie, esposa de Kevin (Thomas Ian Nicholas) en la cuarta película de la serie fílmica de American Pie, estrenada en 2012. Originalmente audicionó para otro papel en la misma película.
Recientemente apareció en la serie NCIS: New Orleans en el papel de Carly Dawson en el episodio "Breaking Brig" e interpretó a Kelly Press en Major Crimes.